# Mouthiers-sur-Boëme
Mouthiers-sur-Boëme ist eine westfranzösische Gemeinde mit 2.358 Einwohnern (Stand 1. Januar 2022) im Département Charente in der Region Nouvelle-Aquitaine.

## Lage
Mouthiers-sur-Boëme liegt etwa 13 Kilometer (Fahrtstrecke) südlich von Angoulême in der Grenzregion zum Périgord auf einem Plateau oberhalb des Flüsschens Boëme in einer Höhe von etwa 130 Metern ü. d. M. An der nordöstlichen Gemeindegrenze verläuft das Flüsschen Charreau.

## Bevölkerungsentwicklung
| Jahr      | 1962 | 1968 | 1975 | 1982 | 1990 | 1999 | 2006 | 2016 |
| Einwohner | 1297 | 1270 | 1400 | 1864 | 2260 | 2260 | 2431 | 2441 |

In der zweiten Hälfte des 19. Jahrhunderts hatte die Gemeinde stets zwischen 1150 und 1600 Einwohner; infolge der Reblauskrise im Weinbau und der Mechanisierung der Landwirtschaft sank die Einwohnerzahl danach kontinuierlich auf den Tiefststand des Jahres 1946 mit knapp 1100 Einwohner ab. Durch die Nähe zur Stadt Angoulême und der deutlich geringeren Immobilienpreise hat sich die Bevölkerungszahl in den letzten Jahrzehnten mehr als verdoppelt.

## Wirtschaft
Die Einwohner der Gemeinde lebten jahrhundertelang von der Landwirtschaft; aber auch die Herstellung von Papier spielte seit dem ausgehenden Mittelalter bis ins 19. Jahrhundert hinein eine nicht unwichtige Rolle. Die Böden der Gemeinde gehören zu den Fins Bois des Weinbaugebietes Cognac, doch sind die Absätze bei teuren Weinbränden in den letzten Jahrzehnten eher rückläufig, so dass der Weinbau heutzutage keine bedeutende Rolle mehr spielt. Die Kleinstadt hat nur wenig Industrie; sie bildet jedoch das handwerkliche und merkantile Zentrum mehrerer Dörfer und Weiler in der Umgebung.

## Geschichte
Unter dem Abri La Chaire-à-Calvin wurden etwa 18.000 Jahre alte altsteinzeitliche Felsreliefs mit Farbspuren entdeckt, die von einem Fries mit Pferdedarstellungen stammen. In unmittelbarer Nähe wurden auch Steinwerkzeuge gefunden. Im Bereich einer prähistorischen Wallanlage fand man Überreste, die der Jungsteinzeit und der Bronzezeit zugerechnet werden.
Die erste Kirche entstand – einer örtlichen Überlieferung zufolge – bereits im 6. Jahrhundert. Die Pfarrei gehörte seit dem Jahr 1094 zum Besitz der ehemals bedeutenden Benediktiner-Abtei Saint-Martial in Limoges, die hier ein Priorat unterhielt. Im 11. Jahrhundert entstand wohl auch eine Burg (château) auf dem Felsen von Rochandry, welche im Hundertjährigen Krieg (1337–1453) zerstört und dann in anderer Form wiederaufgebaut wurde.

## Sehenswürdigkeiten

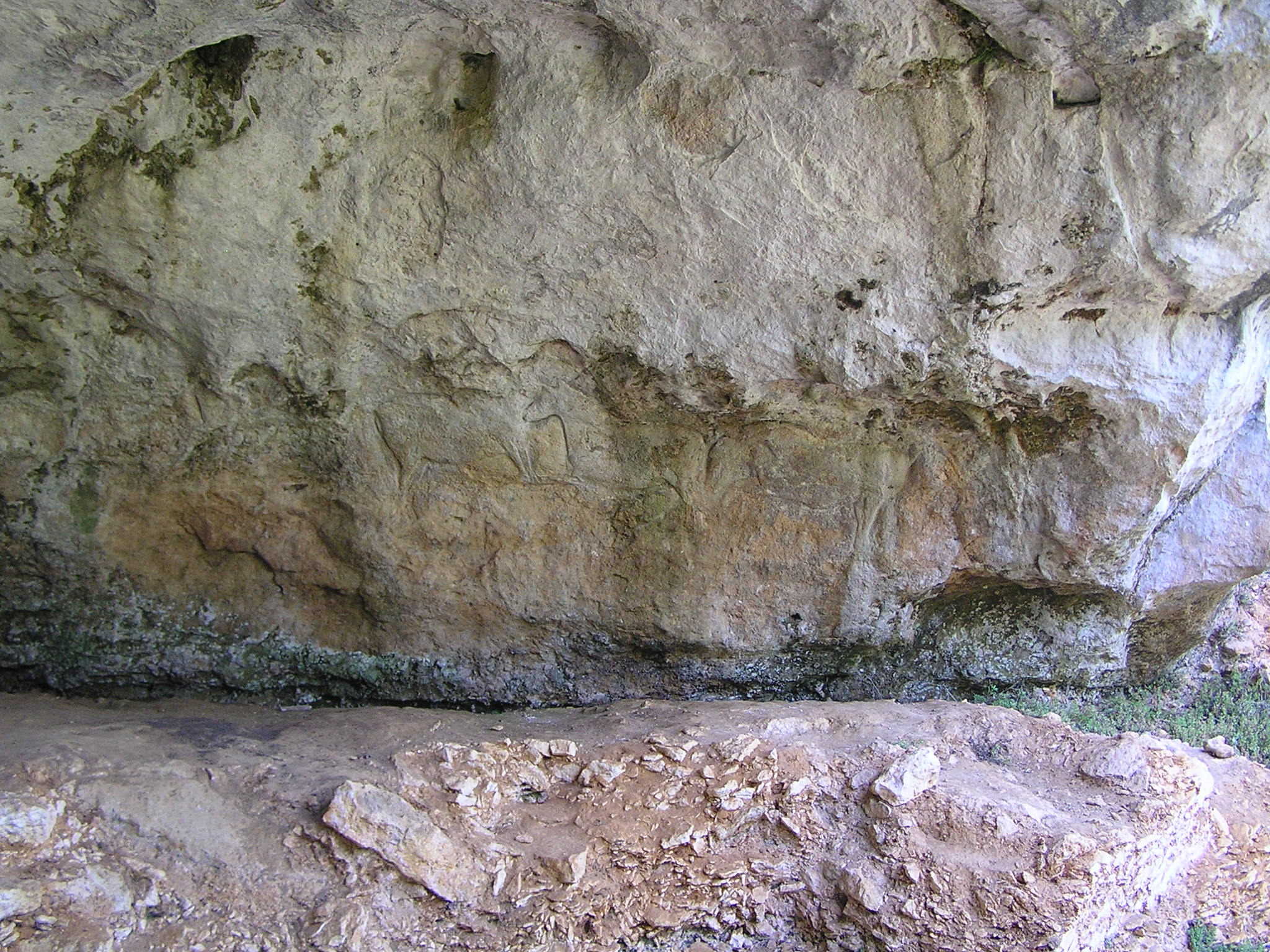
Pferdereliefs

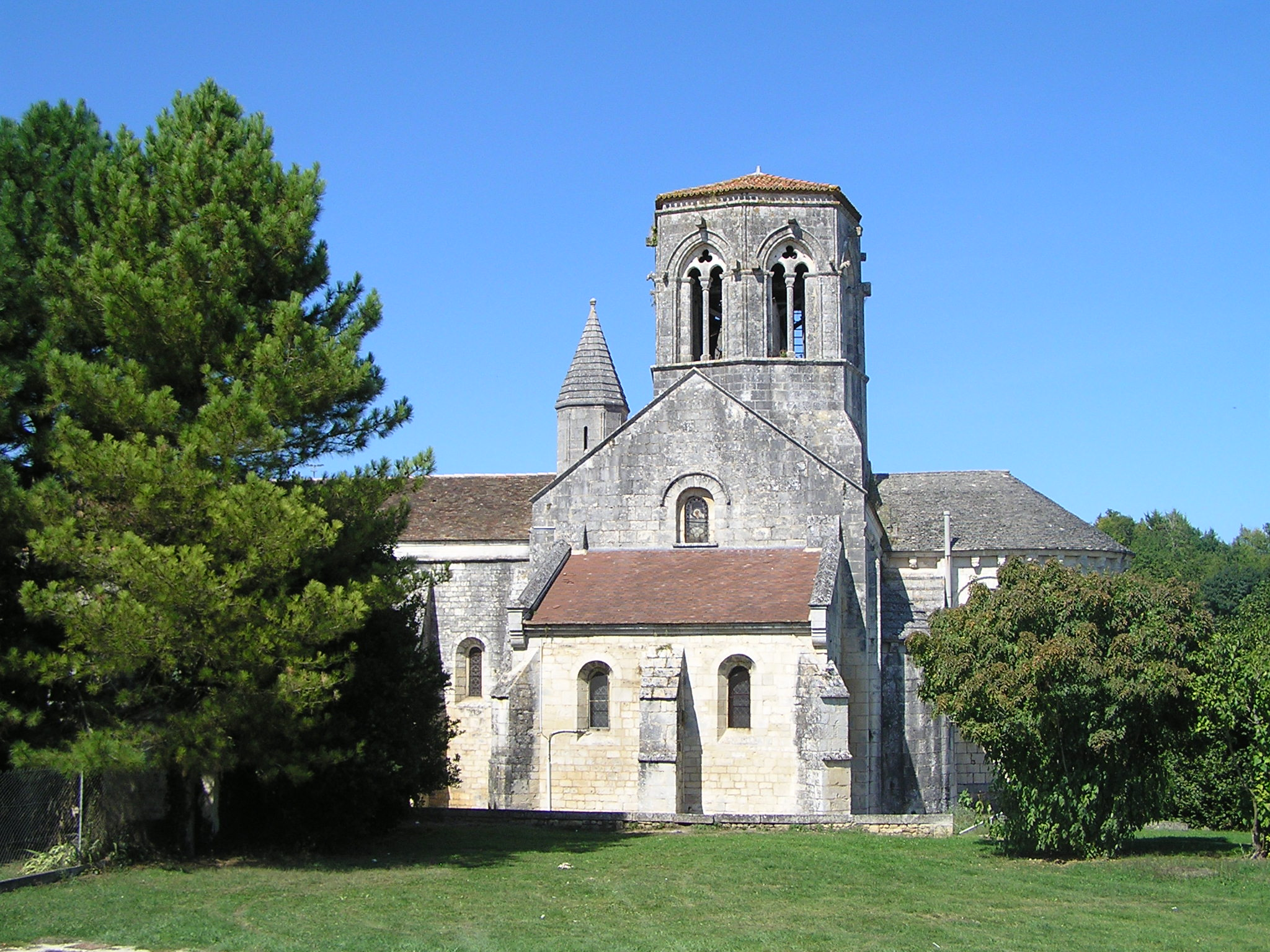
Kirche Saint-Hilaire (Ostteile)

- Der etwa einen Kilometer westlich des Ortes gelegene Felsüberhang La Chaire à Calvin (45° 33′ 19″ N, 0° 6′ 57″ O) mit den Felsreliefs dreier Pferde ist – neben den Reliefs vom Roc de Sers – das einzige Zeugnis der Anwesenheit von prähistorischen Menschen in der südlichen Charente und seit dem Jahr 1986 als Monument historique[1] anerkannt.
- Die Camp aux Anglais genannte stein- bzw. bronzezeitlichen Wallanlage ist kaum mehr als solche zu erkennen. Gleichwohl ist sie seit dem Jahr 1930 als Monument historique[2] anerkannt.
- Das an der Stelle einer mittelalterlichen Motte und einer später zerstörten Burg erbaute Château de la Rochandry ist ein historisierender Bau des 19. Jahrhunderts.
- Die romanische Pfarrkirche Saint-Hilaire ist ein Bau des 12. Jahrhunderts mit Querhaus und drei Apsiden. Der oktogonale gotische Vierungsturm entstand jedoch erst im 13. Jahrhundert; sein ehemals hochaufragender Helm brannte nach einem Blitzeinschlag im Jahr 1735 ab. Die Archivolten des Portals in der Westfassade sind reich mit Blüten, Rankenwerk und einem Stabmotiv geschmückt; auch die teilweise figürlich gestalteten Kapitelle verdienen Beachtung. In die später hinzugefügten Eckstrebepfeiler sind zwei romanische Löwenreliefs eingelassen. Der obere Teil der Fassade stammt eindeutig aus der Stilepoche der Gotik. Das aus exakt behauenen Kalksteinen gemauerte Kirchenschiff zeigt große Blendbögen und Halbsäulenvorlagen ist tonnengewölbt. Die auf Pendentifs ruhende Vierungskuppel hat einen mittleren Oculus; der untere Teil der Apsis ist von dekorativen vorgeblendeten Arkaden gerahmt, wobei die mittlere etwas höher ist als die seitlichen. Das Kirchenbauwerk ist bereits seit dem Jahr 1862 als Monument historique[3] eingestuft.

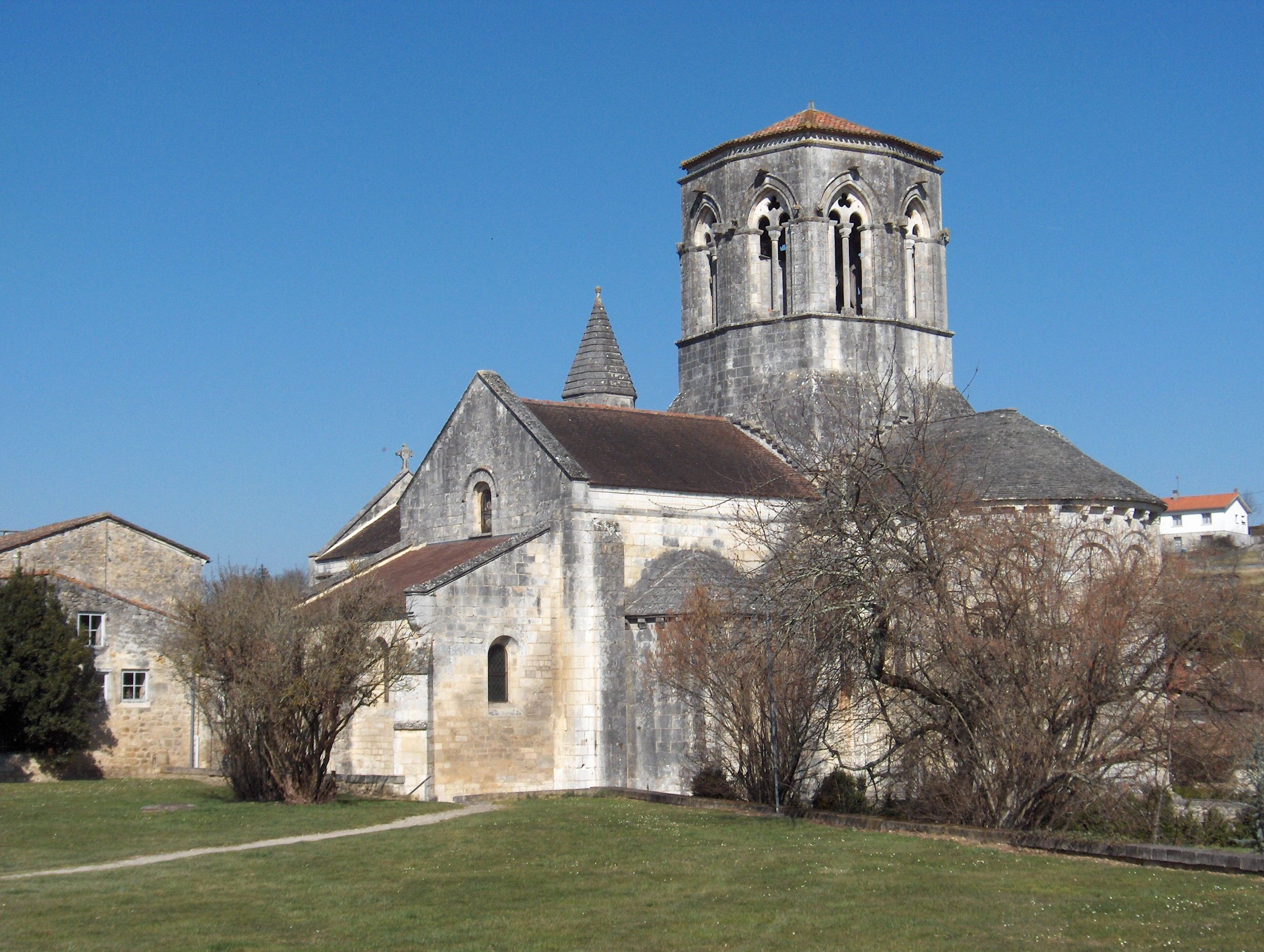
Kirche Saint-Hilaire
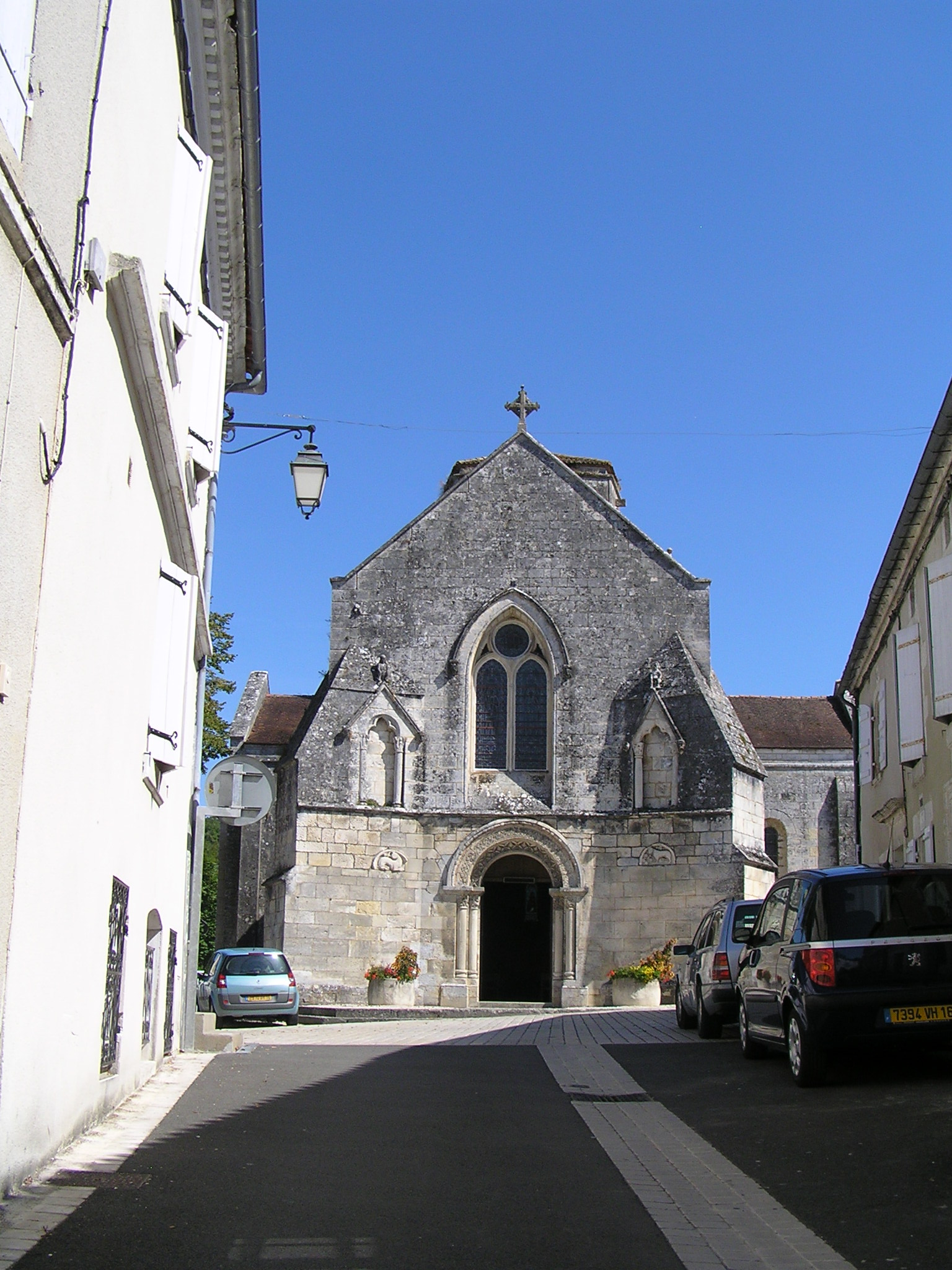
Fassade
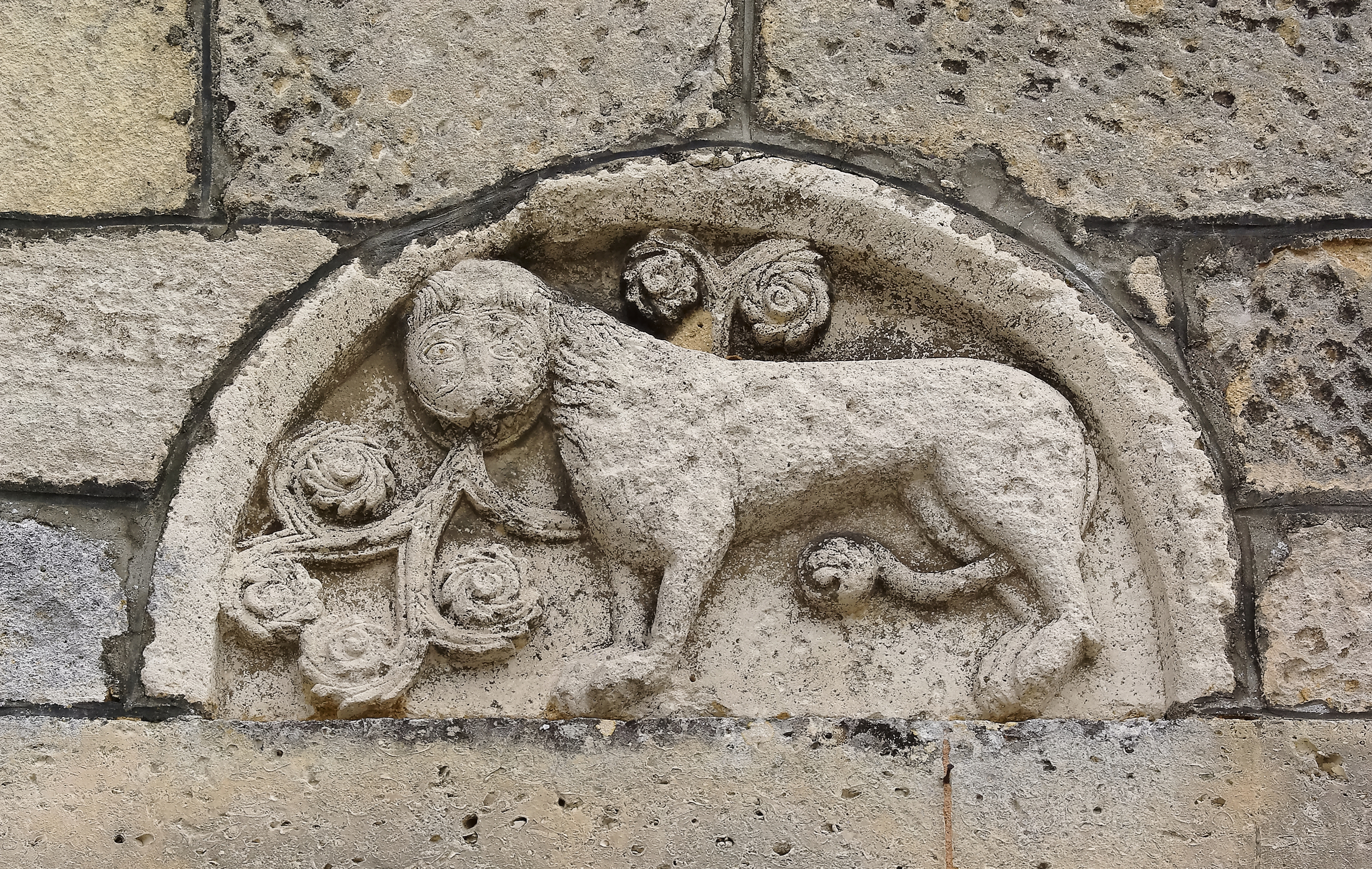
Löwe mit Rankenwerk
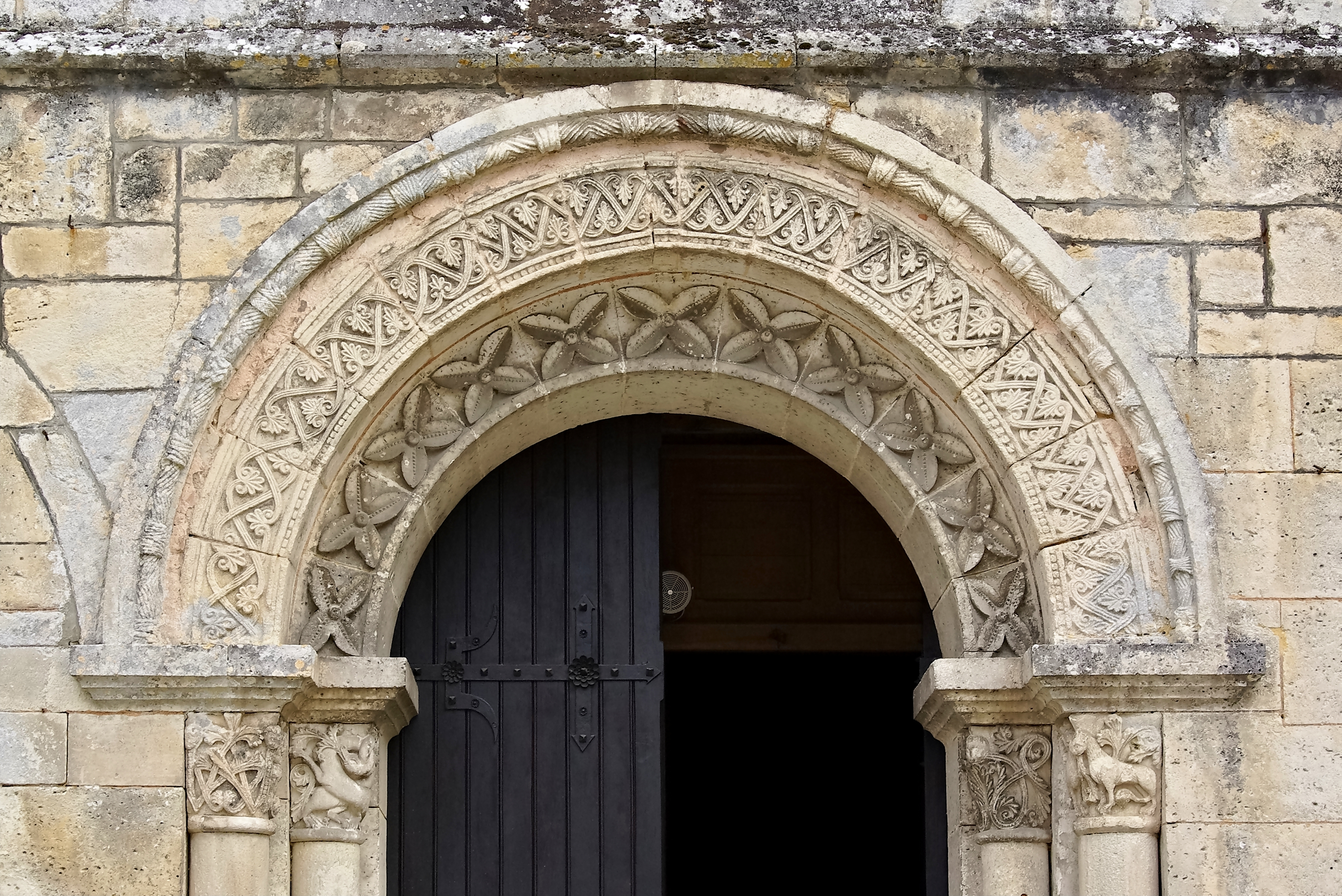
Archivoltenportal

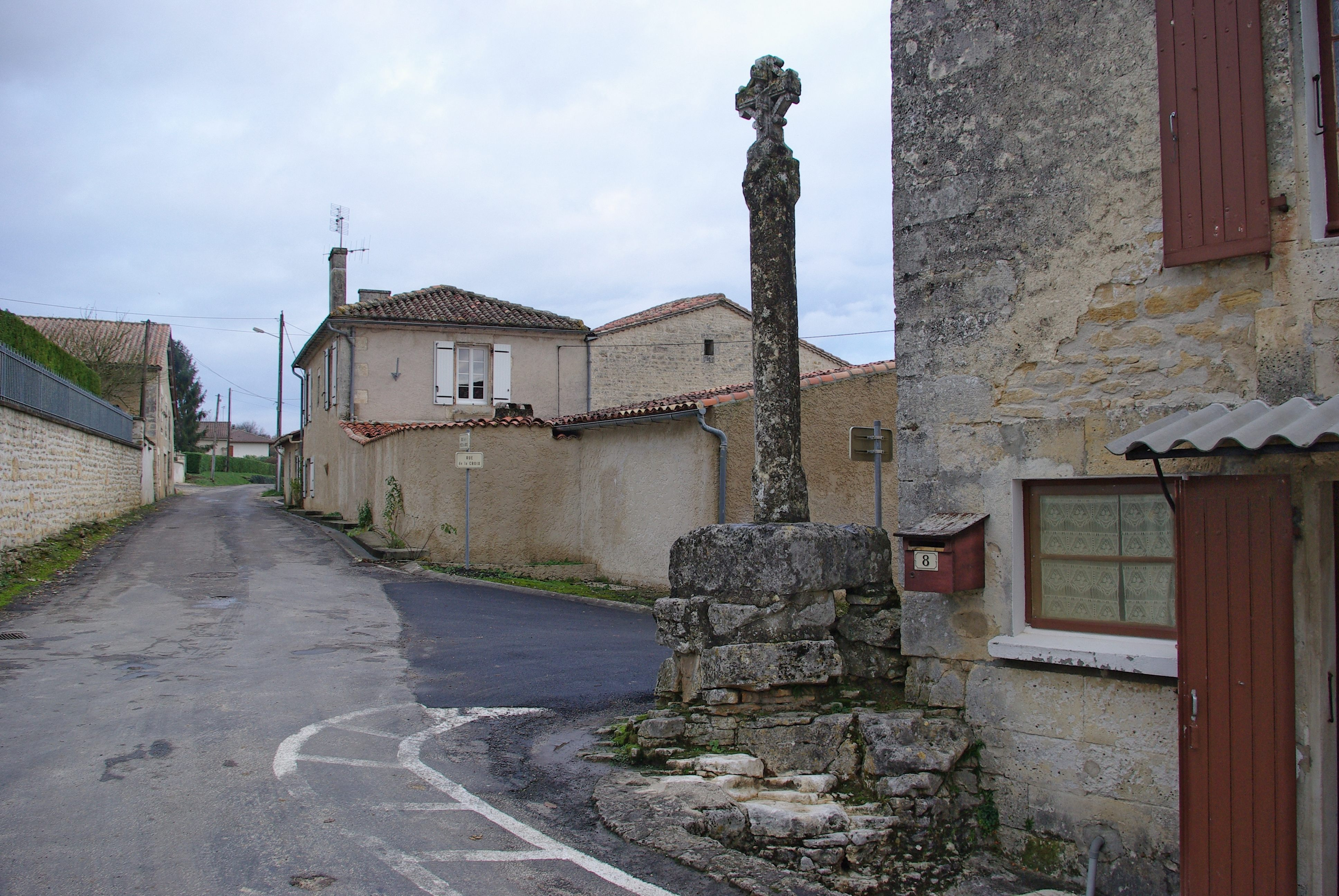
Croix de Gersac

- Am Ortsrand des zwei Kilometer südwestlich gelegenen Weilers Gersac (45° 32′ 54″ N, 0° 6′ 19″ O) steht ein mittelalterliches Steinkreuz (Croix de Gersac), das von einigen als einfaches Wegkreuz, von anderen jedoch als Hosianna-Kreuz angesehen wird. Es ist seit 1926 als Monument historique[4] anerkannt.
- Das Logis de Forge (45° 33′ 4″ N, 0° 7′ 43″ O) ist bereits urkundlich im Jahr 1233 erwähnt. Das heutige dreigeschossige und von Ecktürmen auf quadratischem Grundriss gerahmte Gebäude stammt jedoch aus dem 15./16. Jahrhundert. In der Revolutionszeit etablierte sich in mehreren Annexgebäuden eine Papierfabrik. Das Gebäude verfügt über einen schönen Garten und ist seit dem Jahr 2005 als Monument historique[5] anerkannt.
- Das Logis de La Foy (45° 33′ 54″ N, 0° 8′ 12″ O) wurde ebenfalls im 15. Jahrhundert erbaut, jedoch im 18. Jahrhundert weitgehend im Stil der Zeit überarbeitet. Das Bauwerk ist seit dem Jahr 1963 als Monument historique[6] anerkannt.
- Das Logis du Mainadaud ist ein außerhalb des Ortes gelegener befestigter Gutshof. Zu seinen Gebäuden gehört ein spätmittelalterlicher Turm mit Wehrerkern (bretèches).
- Am Ufer der Boëme stehen mehrere Waschhäuser (lavoirs) aus dem 19. Jahrhundert.

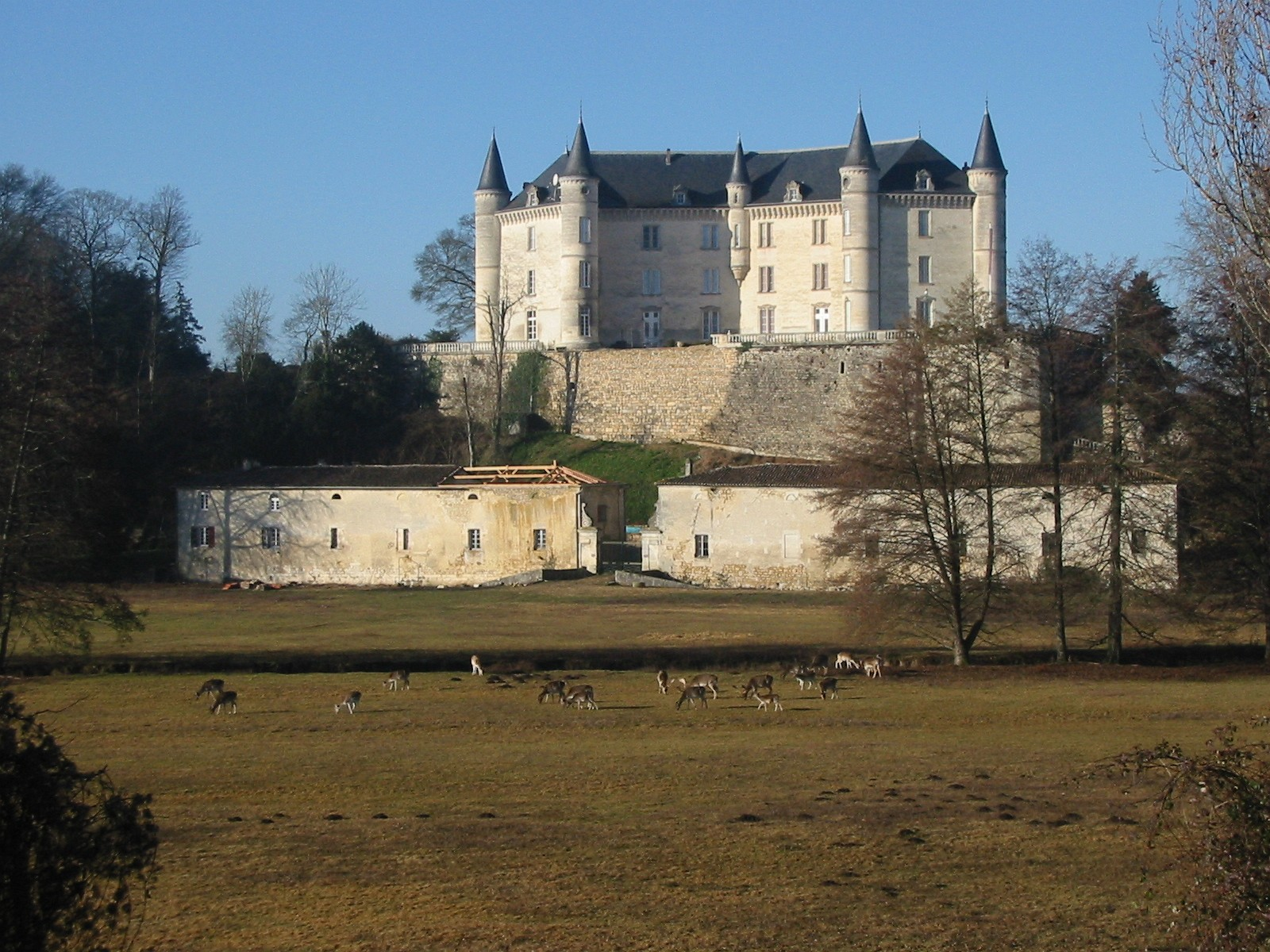
Château de la Rochandry
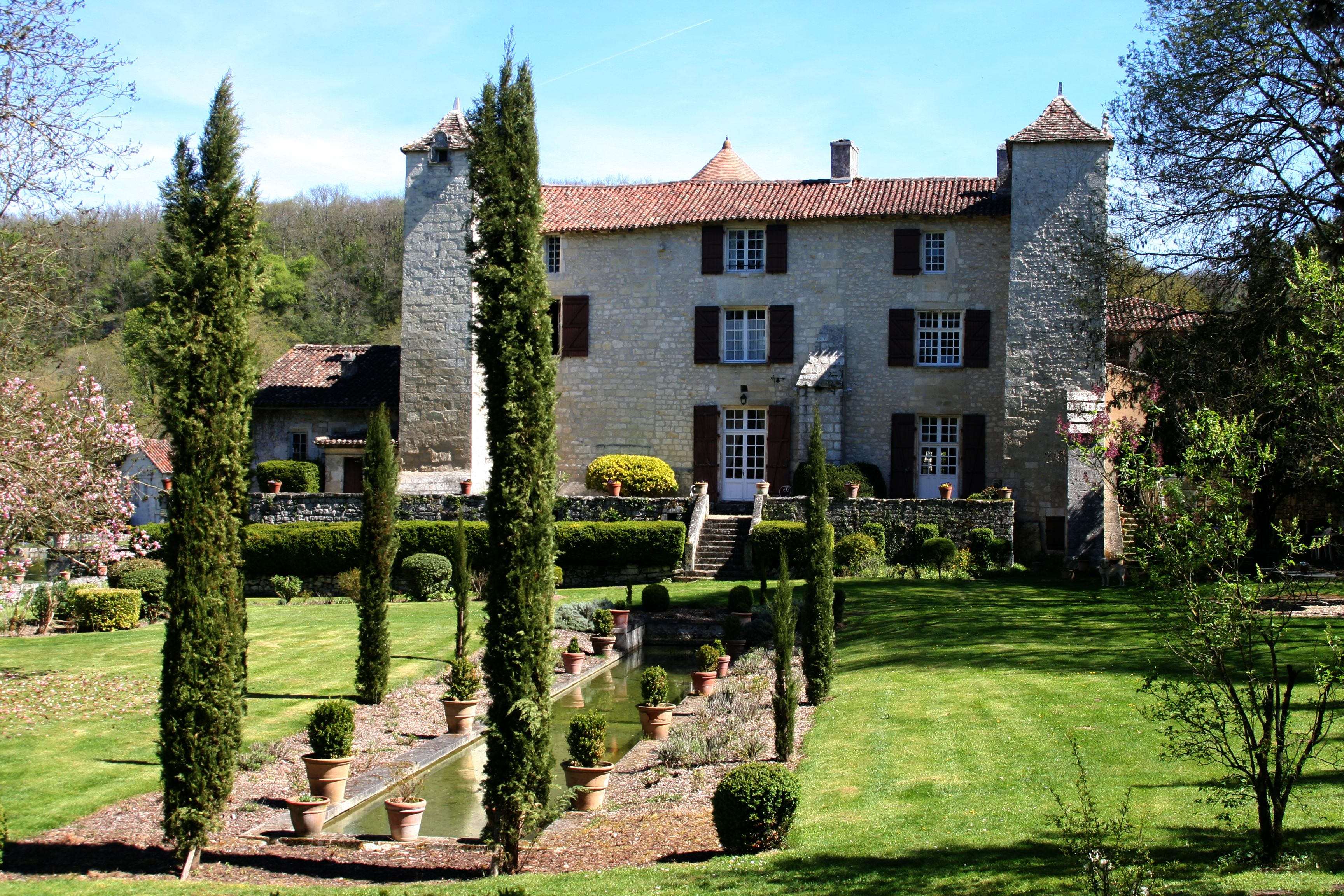
Logis de la Forge
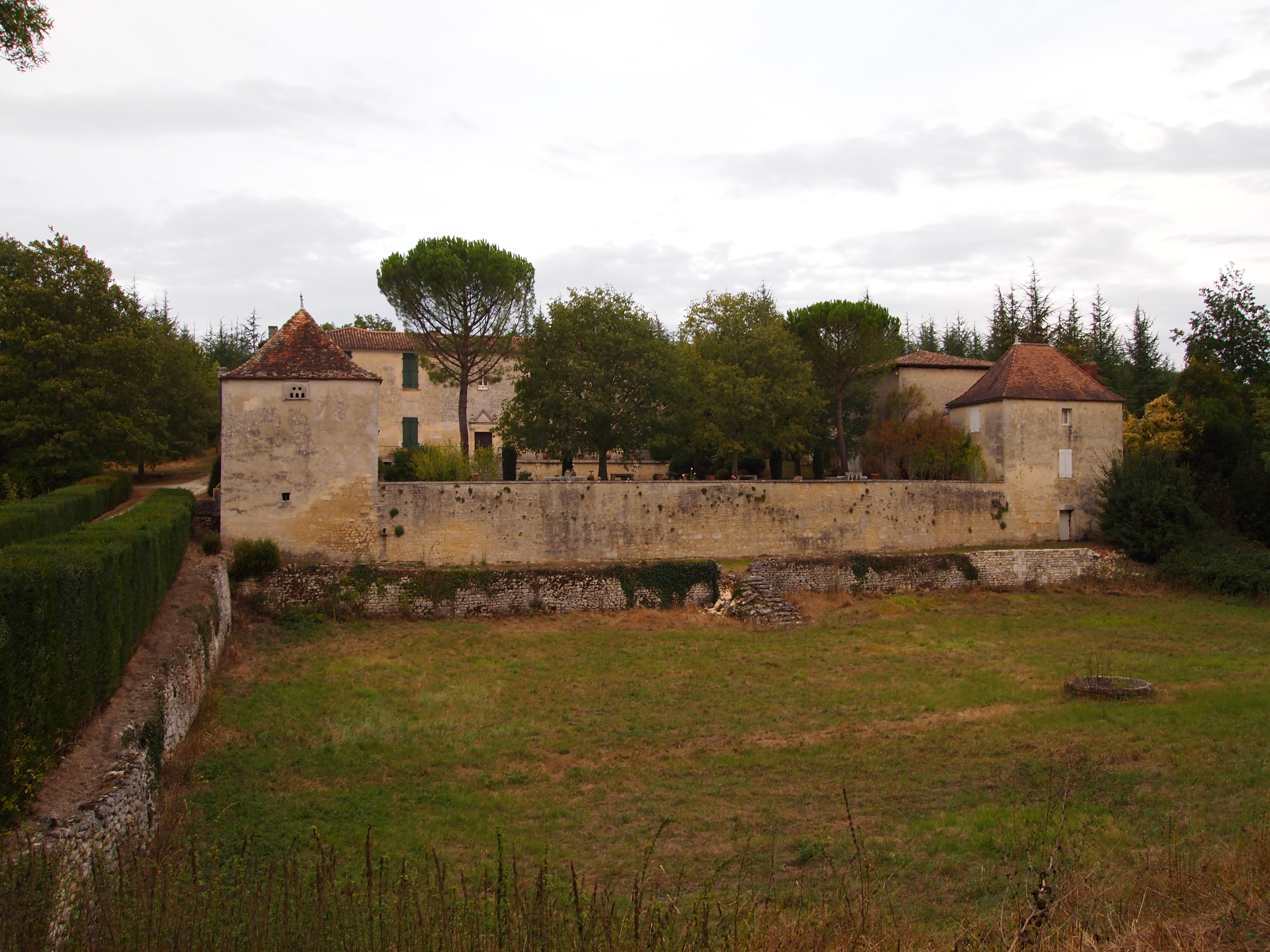
Logis de la Foy
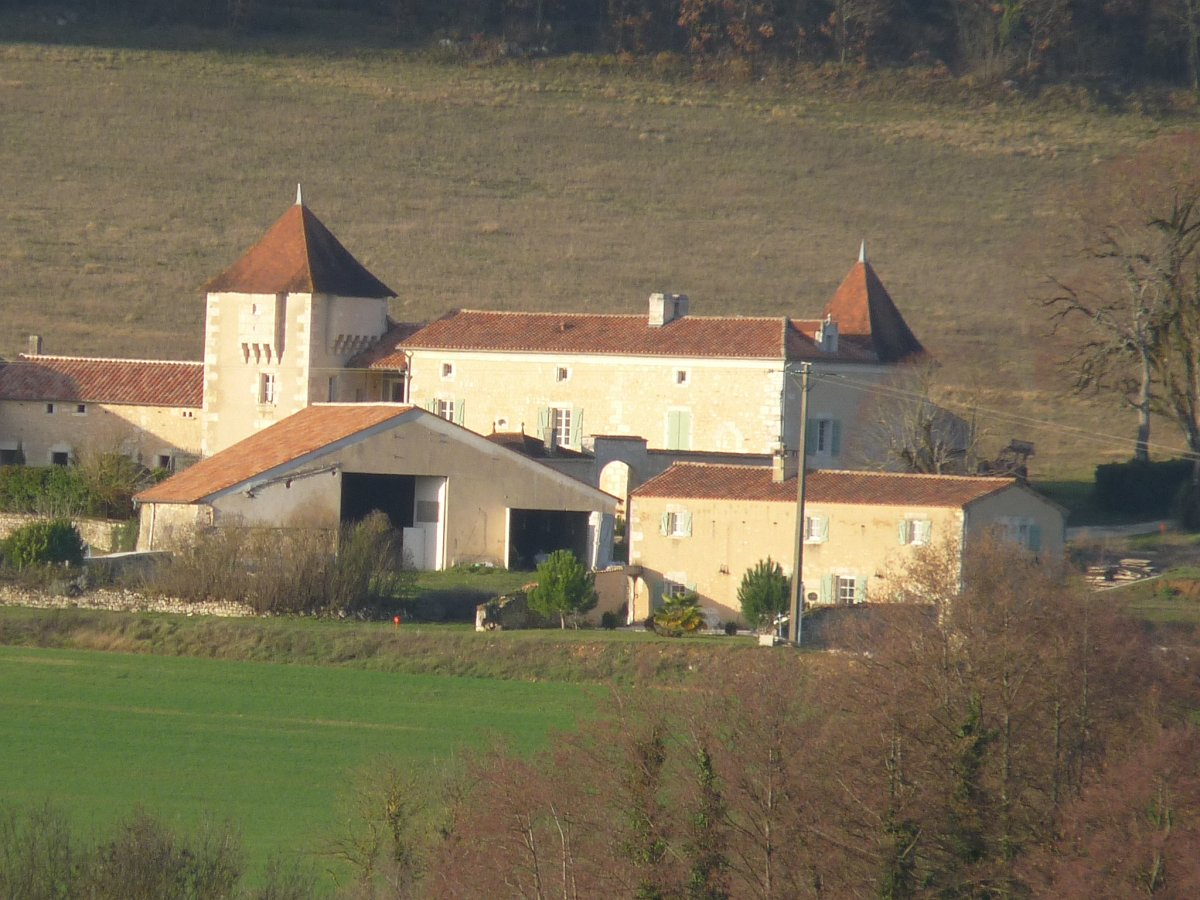
Logis du Mainadaud

## Partnergemeinde
- Petite-Rosselle, Lothringen (seit 1988)